# Giải phẫu bệnh học

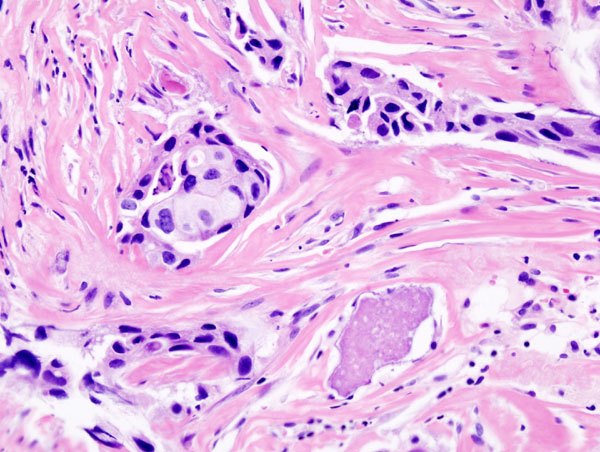
Mô bệnh học: xuất hiện dưới kính hiển vi của ung thư biểu mô ống xâm lấn vú. Slide được nhuộm bằng Haematoxylin & Eosin.

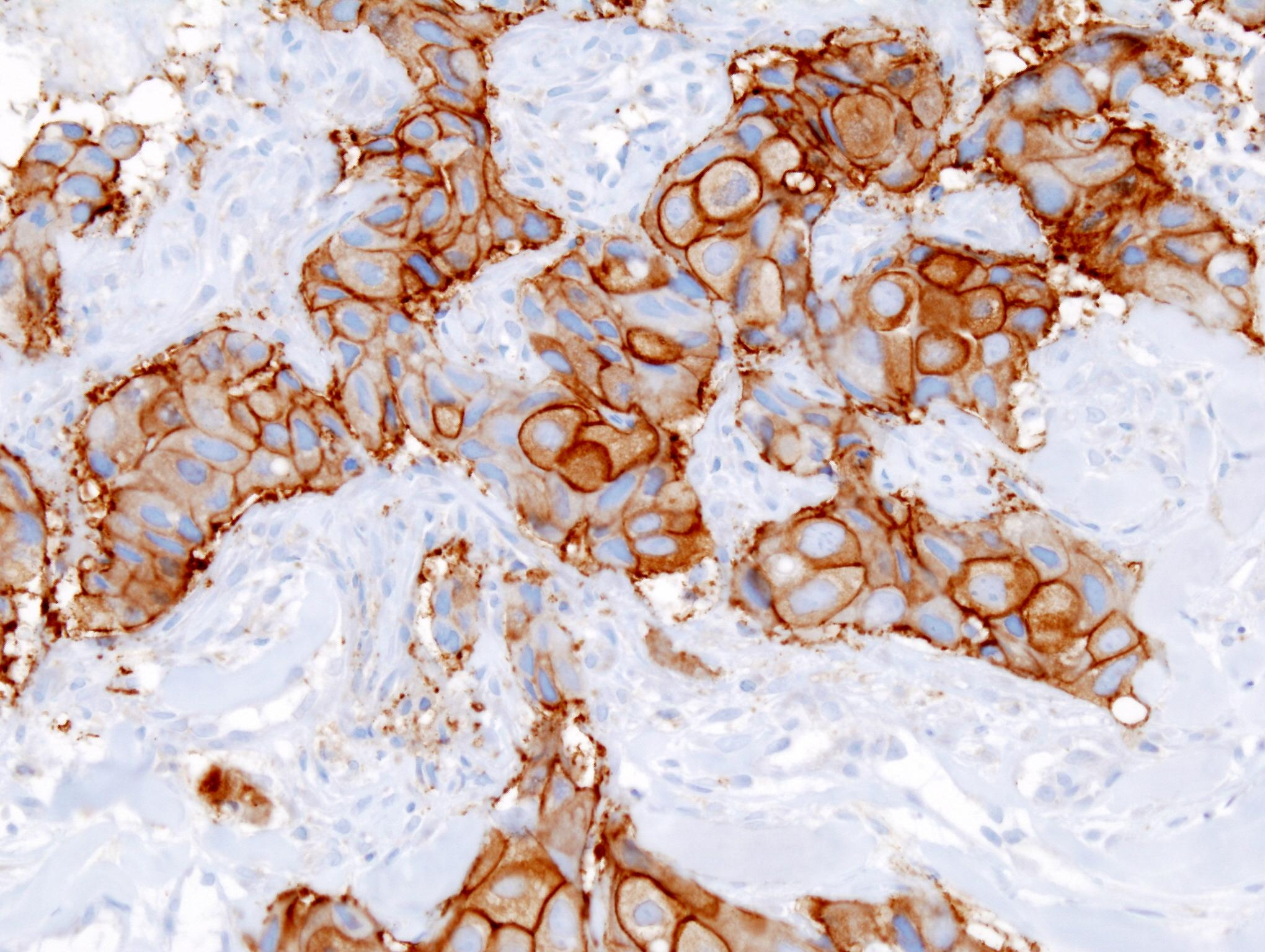
Mô bệnh học: xuất hiện dưới kính hiển vi của ung thư biểu mô ống xâm lấn vú. Slide được nhuộm bằng một kháng thể (hóa mô miễn dịch) chống lại ongene Her2neu. Phản ứng màu nâu sẫm chỉ ra rằng khối u này biểu hiện quá mức gen này.

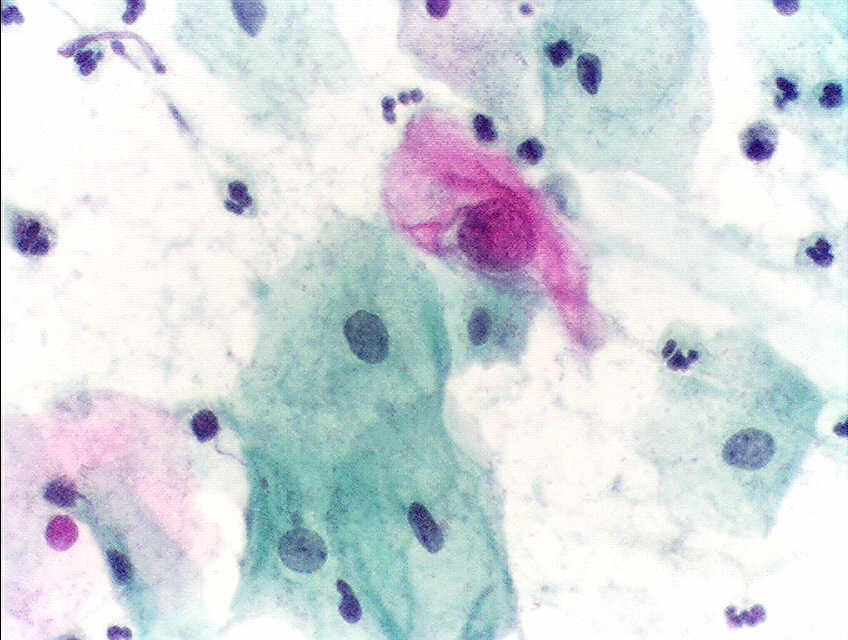
Tế bào học: sự xuất hiện dưới kính hiển vi của xét nghiệm Pap. Các tế bào màu hồng ở trung tâm với một nhân lớn là bất thường, tương thích với loạn sản cấp độ thấp.

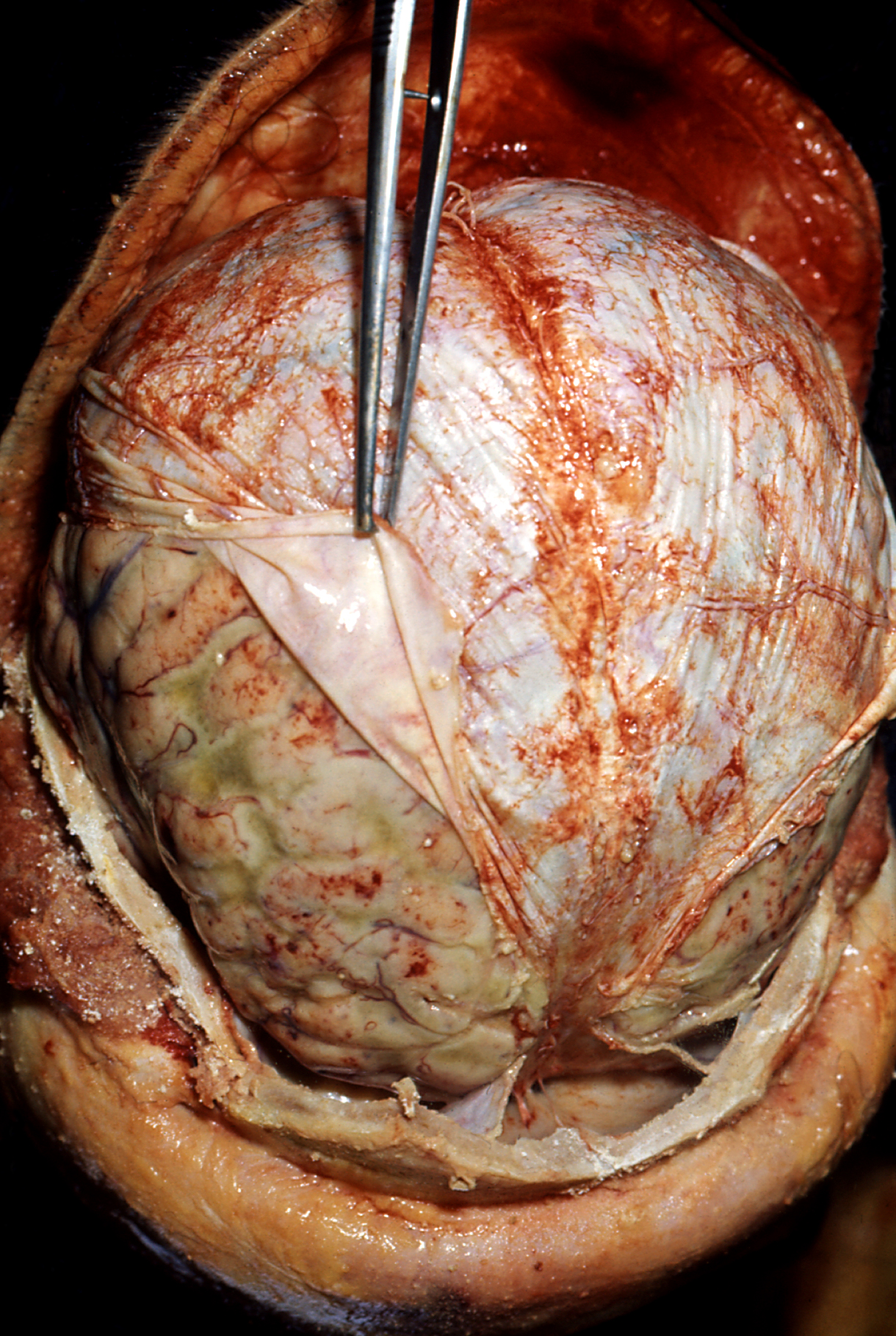
Khám nghiệm tử thi: một bộ não được bao quanh bởi mủ (lớp lông màu vàng xám quanh não, dưới dura được nâng lên bởi kẹp), kết quả của viêm màng não do vi khuẩn.

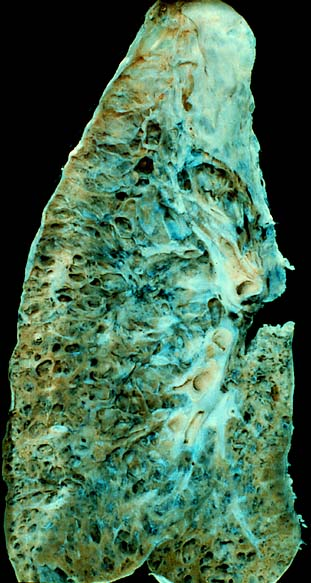
Kiểm tra tổng thể: sự xuất hiện của bề mặt cắt của phổi cho thấy mô hình tổ ong của xơ phổi giai đoạn cuối.

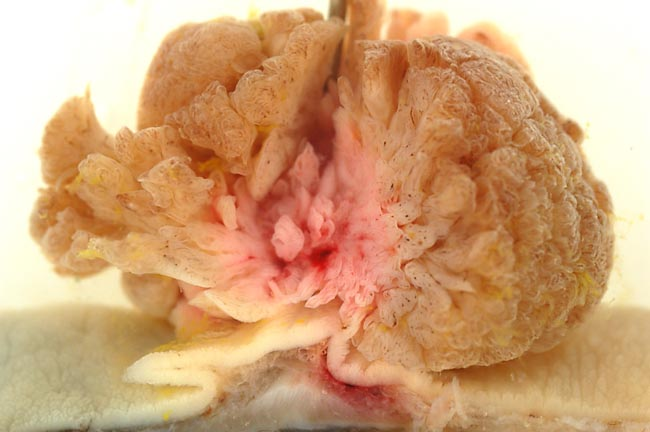
Kiểm tra tổng thể: xuất hiện một polyp đại trực tràng (khối u hình súp lơ) gắn vào niêm mạc đại tràng (đường ngang ở phía dưới).

Giải phẫu bệnh học (Hoa Kỳ) là một chuyên khoa y tế liên quan đến chẩn đoán bệnh dựa trên kiểm tra vĩ mô, kính hiển vi, sinh hóa, miễn dịch và phân tử của các cơ quan và mô.  Trong thế kỷ qua, bệnh lý phẫu thuật đã phát triển vượt bậc: từ kiểm tra lịch sử toàn bộ cơ thể (khám nghiệm tử thi) đến thực hành hiện đại hơn, tập trung vào chẩn đoán và tiên lượng bệnh ung thư để hướng dẫn ra quyết định điều trị trong ung thư.  Người sáng lập hiện đại của chuyên khoa này là nhà khoa học người Ý, Jacan Battista Morgagni từ Forlì.
Giải phẫu bệnh là một trong hai nhánh của bệnh lý, nhánh còn lại là bệnh lý lâm sàng, chẩn đoán bệnh thông qua phân tích phòng thí nghiệm dịch cơ thể và/hoặc mô.  Thông thường, các nhà giải phẫu bệnh thực hành cả giải phẫu bệnh lý và lâm sàng, một sự kết hợp được gọi là bệnh lý chung.  Các nhánh tương tự tồn tại trong bệnh lý thú y.

## Sự khác biệt với bệnh lý lâm sàng
Giải phẫu bệnh liên quan đến việc xử lý, kiểm tra và chẩn đoán mẫu vật phẫu thuật bởi một bác sĩ được đào tạo về chẩn đoán bệnh lý.  Bệnh lý lâm sàng là bộ phận xử lý các yêu cầu xét nghiệm quen thuộc hơn với công chúng; chẳng hạn như số lượng tế bào máu, nghiên cứu đông máu, phân tích nước tiểu, xác định mức đường huyết và nuôi cấy cổ họng.  Tiểu mục của nó bao gồm hóa học, huyết học, vi sinh, miễn dịch, xét nghiệm nước tiểu và ngân hàng máu.
Giải phẫu bệnh tự chia thành các nhánh nhỏ hơn, những nhánh chính là bệnh lý phẫu thuật (vú, phụ khoa, nội tiết, tiêu hóa, tiết niệu, mô mềm, đầu và cổ, da liễu), bệnh học thần kinh, bệnh máu, bệnh học tế bào, và bệnh lý pháp y.  Để được cấp phép hành nghề bệnh lý phải hoàn thành trường y và có giấy phép hành nghề y.  Một chương trình bác sĩ nội trú đã được phê duyệt và chứng nhận (tại Hoa Kỳ, Hội đồng Bệnh học Hoa Kỳ hoặc Hội đồng Bệnh học Xương khớp Hoa Kỳ) thường được yêu cầu để có được việc làm hoặc đặc quyền của bệnh viện.